# 疾風迴旋曲
《疾風迴旋曲》是日本作家東野圭吾的長篇懸疑小說。與作者2010年的作品《劫持白銀》相同先發行文庫本，由實業之日本社2013年出版。本作在人物小部分是《劫持白銀》的延續，但故事幾乎完全不相關，不盡然要當成前作、續作，可獨立閱讀。
《疾風迴旋曲》日文版於2013年11月在日本發行後，在7日內銷量已超過100萬冊。
2016年改編電影。

## 出版書籍
| 出版社       | 出版日期       | 格式   | 頁數  | ISBN                   | 譯者   |
| ------------ | -------------- | ------ | ----- | ---------------------- | ------ |
| 實業之日本社 | 2013年11月15日 | 文庫本 | 397頁 | ISBN 978-4-40-855148-7 | 不適用 |
| 現代出版社   | 2014年4月1日   | 平裝書 | 296頁 | ISBN 978-751-430653-8  | 蘇友友 |
| 台灣東販     | 2014年4月28日  | 平裝書 | 320頁 | ISBN 978-986-331-351-9 | 王蘊潔 |
| 現代出版社   | 2014年5月      | 平裝書 | 275頁 | ISBN 978-7-5143-0653-8 | 苏友友 |

## 故事簡介
強大的生化武器K-55被歹徒埋在雪中，一旦氣溫上升，冰雪融化，容器破裂，病毒就會逸出散播，造成大量傷亡！「只要支付3億日圓，就可以知道埋藏的地點。」歹徒卻在發出恐嚇信後車禍身亡。
滑雪技術蹩腳的研究員奉昏聵上司之命帶著兒子一起前往滑雪場回收生化武器，留下的線索只有幾張有山有樹而沒有關鍵地標的雪地照片，還有被歹徒遺留下來發射訊號的泰迪熊。始料未及的事件接二連三襲來，讓他們深陷一團團亟待解密的迷霧當中。
歹徒葛原埋藏K-55生化武器的地點即是「里澤溫泉滑雪場」－根津昇平工作的滑雪場。研究員欲找遍滑雪場而力有未逮，卻又不能透露真相。根津昇平在遭矇在鼓裡的情況下代為尋找，卻一波三折。為比賽作準備卻遭遇瓶頸的瀬利千晶志願協助，無心插柳柳成蔭。

## 登場人物
根津 昇平（Nezu Shouhei）
原本是新月高原滑雪場的巡邏員。兩年後來到新的滑雪場擔任同樣職務。（見《劫持白銀》）
瀬利 千晶（Seri Chiaki）
單板滑雪選手，正在為大型滑雪比賽作準備。兩年前與根津認識後不時地有聯繫。（見《劫持白銀》）
葛原 克也（Kuzuhara）
泰鵬大學醫科學研究所的研究員。對炭疽桿菌的知識與技術是研究所內第一把交椅。
栗林 和幸（Kuribayashi Kazuyuki）
泰鵬大學醫科學研究所最資深的研究員。奉所長之命找回K-55。
栗林 秀人（Kuribayashi Hideto）
栗林和幸的兒子，中學二年級，頗擅長滑雪。在不清楚詳情下協助父親的任務。
東鄉 雅臣（Tougou Masaomi）
泰鵬大學醫科學研究所生物系主任。對K-55遺失一事堅持要保持內部解決，不願報警處理。
折口 真奈美（Orikuchi Manami）
泰鵬大學醫科學研究所的助理研究員。一生奉行要做個過得去的人就好。
折口 榮治（Orikuchi Eizi）
折口真奈美的弟弟，姐弟因父母親離異少有聯繫，因K-55遺失一事又聯絡了起來。
山崎 育美（Yamazaki Ikumi）
坂山中學二年級學生。大眼睛、豐唇，與栗林秀人在滑雪場認識後，秀人就對育美有些傾心。
川端 健太（Kawabata Kenta）
山崎育美的同年級同學。能穿著滑雪衣後空翻，喜歡女同學華美。
高野 裕紀（Takano Yuuki）
山崎育美的同年級同學。高野一家人在滑雪場附近經營「滑降」咖啡廳，對坂山中學學生有優待價。
裕紀的哥哥誠也就讀大學一年級；裕紀的妹妹望美也是坂山中學學生。
渡邊 晴美（Watanabe Harumi）
渡邊晴美年紀還很小，但滑雪技術已相當不錯，只是滑雪時不太會留心周遭的人。
渡邊一家人相當有家教又很有禮貌，與栗林父子住在同一家旅館。
參考來源：

## 電影
2016年11月26日上映。監督為吉田照幸，主演為阿部寬。

### 演員陣容
- 栗林和幸 : 阿部寬[4]
- 根津昇平 : 大倉忠義[4]
- 瀬利千晶 : 大島優子[4]
- 室剛
- 堀內敬子
- 戶次重幸
- 栗林秀人 : 濱田龍臣
- 高野誠也 : 志尊淳
- 野間口徹
- 麻生祐未
- 生瀨勝久
- 望月步
- 前田旺志郎
- 久保田紗友
- 鼓太郎
- 堀部圭亮
- 中村靖日
- 田中要次
- 菅原大吉
- でんでん
- 柄本明

### 製作團隊
- 原作：東野圭吾
- 監督：吉田照幸
- 劇本：長谷部晉作、吉田照幸
- 音楽：三澤康広
- 配給：東映